# Blizbor (góra)
Blizbor (niem. Bliesberg) – stożkowate wzniesienie (712 m n.p.m.) w Górach Izerskich.
Jest to kulminacja ramienia odchodzącego od Dłużca ku północy, położona – powyżej wsi Gierczyn, na przedpolu Grzbietu Kamienickiego. Od Blizbora rozchodzą się dwa poboczne ramiona, jedno biegnące na północ i zakończone Kuflem, a drugie ciągnące się ku północnemu wschodowi i wschodowi, ze Stożkiem i zakończone Prochową nad centrum Przecznicy.
Blizbor zbudowany jest ze skał metamorficznych – gnejsów i granitognejsów w części południowej oraz łupków łyszczykowych w części północnej, należących do bloku karkonosko-izerskiego, a ściślej jego północno-wschodniej części - metamorfiku izerskiego. 
Na zboczu północnym, w dolinie Przecznickiego Potoku, od XVI wieku wydobywano rudy cyny (przerabianą w hucie w Gierczynie), a od XVII – rudy kobaltu.
Do roku 1945 pod nazwą Bliesberg.